# Juan José Villar
Juan José Villar war ein uruguayischer Fußballspieler.

## Verein
Villar spielte im Jahr 1917 für die Montevideo Wanderers, mit denen er Vierter in Uruguays höchster Spielklasse wurde. Er gehörte mindestens 1920 dem Kader des in Montevideo angesiedelten, in der Primera División antretenden Vereins Universal an. In jenem Jahr belegte sein Verein ebenfalls den vierten Platz in der Saisonabschlusstabelle.

## Nationalmannschaft
Villar war auch Mitglied der uruguayischen A-Nationalmannschaft. Mit dieser nahm er an den Südamerikameisterschaften 1917 in Uruguay und 1920 in Chile teil. Im Verlaufe beider Turniere, bei denen Uruguay jeweils den Titel gewann, kam er jedoch nicht zum Einsatz.

## Erfolge
- 2× Südamerikameister: 1917, 1920